# Pematang Pauh (Sungai Tenang)
Pematang Pauh is een bestuurslaag in het regentschap Merangin van de provincie Jambi, Indonesië. Pematang Pauh telt 1179 inwoners (volkstelling 2010).